# Hrabětice
Hrabětice är en ort i Tjeckien.   Den ligger i distriktet Okres Znojmo och regionen Södra Mähren, i den sydöstra delen av landet, 200 km sydost om huvudstaden Prag. Hrabětice ligger 202 meter över havet och antalet invånare är 904.
Terrängen runt Hrabětice är platt.Runt Hrabětice är det ganska tätbefolkat, med 56 invånare per kvadratkilometer. Närmaste större samhälle är Hrušovany nad Jevišovkou, 3,6 km norr om Hrabětice. Trakten runt Hrabětice består till största delen av jordbruksmark.